# 潔子爛漫〜きよこらんまん〜
『潔子爛漫〜きよこらんまん〜』（きよこらんまん）は、東海テレビ制作によるフジテレビ系列の昼の帯ドラマ枠にて、2013年9月2日から10月25日までの毎週月曜 - 金曜13:30（JST、以下略）から放送されていた、日本のテレビドラマ。

## 概要
明治時代を生きた武士の娘・九堂潔子と、生まれてからずっと彼女を見守り続けた幼馴染みの有馬蒼太の恋愛を中心軸に据え、潔子の父・忠近が横領のかどで逮捕されてしまうことで、九堂家は一瞬にして泥沼状態と化し、父の罪を償おうとする家族の姿を描き、日本人のもつ「愛と誇り」の大切さを訴えた純愛ラブストーリーになる予定であった。
東海テレビにてかつて制作・放送された『愛の嵐』などに代表される壮大な純愛ラブストーリー路線「嵐シリーズ」らを踏襲する本格派のラブストーリーとなるとスタッフは語っていたが、実際はラブストーリー展開は少なく、ふりかかる困難を武家の誇りを保ちながら乗り越える潔子の生き様を描かれている。潔子役の福田沙紀はこの枠での初主演となった。明治時代を舞台とした作品は1990年の「新金色夜叉 百年の恋」以来23年ぶり。また、この作品の後は現代劇のみが制作・放送されたため、この枠最後の時代作品となった。
キャッチコピーは、「愛と誇り。」

## キャスト

### 九堂家
九堂 潔子（渋澤 潔子、有馬 潔子） - 福田沙紀（幼少期：舞優）
主人公。忠近と文乃の娘。武家の娘としての誇りを大切にしている。忠近の冤罪事件により隆道との縁談は破談に。忠近の死後、家族を養うため料亭「木村」に住み込み女中として働く。女中頭・イシの死後は営業停止となった「木村」を「さざれ石」と改め、店主となった千代を支える。蒼太に求婚されるが押し付けられた借金を返済するため弥彦と結婚、妊娠。だが、蒼太との仲を嫉妬する久仁子から嫌がらせを受け、流産の危機に遭遇するが、弥彦から身を挺して救われた事から、妻として心から尽くす決意をするが、流産と弥彦の重病という苦難が待ち受けていた。弥彦の死後は姑・たつから女将を命じられ、番頭となった蒼太と「渋澤商会」を切り盛りする。かほるの問題が解決後、蒼太と結婚。長女・眞琴を出産。
九堂 忠近 - 渡辺裕之
潔子と忠満の父親、文乃の夫。尋常小学校の校長。高潔な正義感だが、盛道から教科書納入の汚職事件の濡れ衣を着せられ投獄。弥彦の計らいにより釈放されるも病床に伏してしまい非業の死を遂げる。後に盛道の口から事件の真相が潔子や蒼太に語られる。
九堂 文乃 - 大鳥れい
潔子と忠満の母親、忠近の妻。自宅で手習いを教え家計を支えている。貧しいながらも武家の仕来りや誇りを持ち、家族を支える慎ましやかな女性。後に料亭木村の女中たちに手習いを教える。潔子懐妊の知らせを聞いた矢先、脳の病に倒れこの世を去る。
九堂 冨久 - 松原智恵子
忠近の母、潔子と忠満の祖母。佐賀の元大名、龍造寺家の一の姫。明治維新により世の中は変わっても「己の誠心の誠に従いなさい」と潔子に解き、龍造家に代々伝わる手鏡を手渡す。病気にかかるが薬を飲むことを拒否、静かにこの世を去る。
九堂 忠満 - 椙杜翔馬
潔子の弟、忠近と文乃の子。潔子とは年齢が離れている。文乃の死後は叔父の家に引き取られる。
住む者のいなくなった九堂家は蒼太の仕事場となる。

### 有馬家
有馬 蒼太 - 石垣佑磨（幼少期：樋口海斗 / 少年期：竜跳）
喜一の息子、潔子の幼馴染、隆道とは友人。帝大卒業後は医師として喜一の治療院を手伝う。忠近の冤罪事件をきっかけに、医師をやめ商人として成功すると決意。渋澤商会で働き、裁量を発揮し手代頭に出世。幼い頃から潔子に思いを寄せており、忠近の死後、潔子の身に降りかかる苦難を影から支えている。渋澤商会から独立のため退職するが、父・喜一が病気となり診療所の医師に復帰。隆道の子を妊娠した千代から、父親になって欲しいと懇願され断るが、出産まで有馬家で千代の面倒をみることに。病に倒れた弥彦の代わりに軍艦の商談で大損をした渋澤商会を救う。弥彦の死後は番頭に昇格。問題を起す前からかほるの正体を見抜いていた。後に潔子と結婚。
有馬 喜一 - 五代高之
蒼太の父。かつては御典医を勤めたが、現在は町医者。貧しい者からは治療費を受け取らぬ赤ひげ医師。生活は苦しいが町の人からは慕われている。蒼太が商人の道に入る際は勘当した。3年後病に倒れると回復するまで診療所を蒼太に任せたが、回復すると医師として復帰する。

### 二宮家
二宮 盛道 - 高知東生
隆道の父。東京府の役人。忠近を罠に陥れた張本人。後に軍部の役人となる。出世のためには賄賂や汚職も厭わない。新しい時代に武家の誇りは無用と考えているが、武家の誇りを保つ潔子に執着。実は権蔵の金貸し業の元締めをしており、潔子が借金を背負ったと知ると証文を手に入れ妾にしようと試みるが失敗。留学中の隆道に公爵家との縁談を進めている。潔子と蒼太を斬りつけようとした際、蒼太が子供時代に貧しい子供を救った盛道を思い出す。二人に手を下すことなく帰宅するが、誇りを失った己を恥じ、切腹し果てた。
二宮 隆道 - 加藤慶祐
盛道の息子、政界入りを目指し大山議員の秘書をしている。蒼太とは級友であり友人関係。潔子との結婚が決まるが、忠近の汚職事件により破談となる。後に事件を父・盛道が操っていたと知る。潔子への思いは破談になっても変わらず、潔子の婚礼の日、やけになり千代と関係を結ぶ。千代にその後求婚するが、アメリカ留学の道を選ぶ。

### 渋澤商曾
渋澤 弥彦 - 合田雅吏
渋澤商店店主、清太郎の父。若い頃に妻に先立たれた。先代は明治維新の際に武器を扱い財を成したため「死神商人」と陰口を言われている。冷酷な性格に見えるが、窮地に追い込まれた潔子を度々救っている。千代の借金を押し付けられた潔子の借金を清算する条件を提案し、潔子と結婚するが「お飾りの妻だ」と言い潔子とは夫婦関係を持たなかったが、ある日、力ずくで潔子を抱く。潔子の懐妊の際は蒼太の子ではないかと一時は疑う。久仁子の嫌がらせには身を呈して潔子を守り大怪我を追う。心臓の病を誰にも秘密にしていたが、病状が悪化し倒れる。潔子と蒼太に病院設立の夢を語った後に死去。
渋澤 たつ - 赤座美代子
弥彦の母。渋澤商会大女将。愛情深く弥彦と店を見守っている。愛情に背を向ける弥彦を心配する。結婚後も華麗な生活習慣を変えない久仁子と放蕩三昧の清太郎が悩みの種。潔子と蒼太には常に親切で優しく接している。清太郎失踪後も実家に戻らぬ久仁子には実の子のような愛情を持って接するようになる。
渋澤 清太郎 - 八神蓮
弥彦の息子、久仁子の夫。幼い頃に亡くした母について弥彦を恨む。家業を殆ど手伝わず遊び歩いている。自分より若い妻を迎えた弥彦に反発する。久仁子とは不仲だが、互いに実家の厄介者という共通点からどこか久仁子を哀れみつつ、夫婦の隙間を埋めようと感じている。自分より年下の継母・潔子に始めは反発するが、心を開く。弥彦が怪我をすると渋澤商会の社長代理となるが、軍艦の商談に失敗し、店を潰しかねない大損をし、姿を消す。7年後に家に戻り、家業に専念し、久仁子とやり直すと誓う。
渋澤 久仁子 - 富永沙織
清太郎の妻。飯嶋子爵の庶子。飯嶋家では庶子のため蔑まされていた。子爵家の縁戚ということで渋澤商会が商売柄優位に立っている事を盾に、結婚後も結婚前のような華麗な生活を続け、渋澤家に馴染もうとしない。商家に嫁いだことをどこか恥じている。継母となった潔子には同情しつつも親切に接していたが、蒼太に心引かれるうちに潔子を妬むように。妊娠した潔子をめがけ、荷物が落ちるよう体当たりする。清太郎の失踪後も渋澤家に残る。不仲に見えたが実は清太郎を愛していた。
須田 - 坂田雅彦
渋澤商会番頭。弥彦を常に支え、店を切り盛りしている。渋澤商会に入った蒼太に仕事を叩き込んだ。後に蒼太が番頭になると大番頭に出世する。
竹本 - 小林博
渋澤商会職員。親の代から渋澤商会で働いており、かほるの父のことも知っている。須田と共に店を支える。
キミ - 村崎真彩
渋澤家の女子衆。久仁子が実家から連れてきた女中。久仁子に夫婦関係を迫る清太郎の夜の相手をするよう久仁子に言い渡されるが、清太郎は手を出さなかった。清太郎の家出にも付き合うが、清太郎が姿を消すと渋澤家に戻る。事実を知ったたつから暇を出されるが、潔子の紹介により「料亭さざれ石」の女中となった。

### 料亭木村・木村家 (1話 - 13話)
木村 権蔵 - 金山一彦
千代の父親、八重の夫。料亭「木村」主人。若い娘には目がない女好き、妻に隠れ女遊びをしている。口入屋の「桂庵」も経営。千代の逮捕と同時に密かに女中に売春をさせていたことが弥彦により通報され、店は営業停止に追い込まれる。
木村 八重 - 比企理恵
千代の母親、権蔵の妻。明治維新前は女郎屋であった家に生まれ、差別を受けて育つ。千代には苦労をさせない信念を持つ。上流階級に対する憎しみが強く、潔子に辛く当たる。表向きは料亭だが、女中にこっそり売春をさせている。
木村 千代 - 渋谷飛鳥
権蔵と八重の一人娘。女学校時代は「女郎屋の娘」と同級生から避けられる中、潔子だけが親切に接していたが内心は憎悪でいっぱいであった。隆道に恋をしていたが、潔子と縁談が決まったことから復讐心を募らせる。女中たちにも常に辛く当たる。潔子を階段から突き落とす瞬間を目撃した弥彦の通報により逮捕。イシが罪をかぶり自殺したことにより釈放され、突然潔子や女中たちに優しく接する。
イシ - 山野海
料亭「木村」の女中頭。若い頃は娼妓をしており、30歳の頃に子供を生めない体となったため、子守をしていた千代には深い思い入れがあり、千代の敵とみなした潔子に厳しく接し、売春させようとする。千代の逮捕後、潔子に自らの生い立ちを優しく語り、自らが潔子を突き飛ばすよう指示した遺書を残し自殺する。
お紺 - 幸田尚子
料亭「木村」の女中。店の板前・勇次から恋文を渡されるが、読み書きが出来ないため受け取りを拒む。これを機に文乃のもとで「木村」の女中たちが読み書きを習うことに。
美代 - 福原舞弓
料亭「木村」の女中。
花 - 亜里沙
料亭「木村」の女中。
まさ - 佐藤恭子
料亭「木村」の女中。
勇次 - 熊澤洋幸
料亭「木村」の板前。お紺に恋文を渡す。だが、お紺が恋文を受け取らない本当の理由を知らなかった。後にお紺と恋仲になる。

### 木村家 (14話 - 31話)
木村 権蔵 - 金山一彦
料亭「木村」の営業停止後は八重と共に家を出て、金貸業「木村金融」を営む。美代が持ち逃げした金を潔子の借金とし、借金の証文を盛道に渡した。千代が隆道の子を妊娠している事を知り、激怒。
木村 八重 - 比企理恵
「木村金融」の女将。相変わらず潔子の存在が面白くない。「さざれ石」に時折やってくる。千代の妊娠を知り、無理矢理産科で始末しようとするが、蒼太に止められる。

### 料亭さざれ石 (14話 - 31話)
木村 千代 - 渋谷飛鳥
潔子の尽力により料亭の営業再開にこぎつけ、自分の罪をかぶり自殺したイシの名を取り「さざれ石」と店名を改め、店の女将として店を切り盛りしている。潔子の婚礼の日に忠通と関係を持ち、求婚されるが断る。その後隆道の子供を妊娠している事に気付く。八重たちに無理やり子供を始末されそうになるが、出産まで有馬家で暮らすことに。
お紺 - 幸田尚子
料亭「さざれ石」の女中。後に読み書きができるようになった事を潔子に礼を言い、店を辞める。いつかは愛する勇次に店を持たせたいと願っている。
美代 - 福原舞弓
料亭「さざれ石」の女中。大工の父親が負傷し、働けなくなったため実家を救おうと権蔵の店の金を盗む。
花 - 亜里沙
料亭「さざれ石」の女中。
まさ - 佐藤恭子
料亭「さざれ石」の女中。

### 料亭さざれ石 (32話 - 39話)
木村 権蔵 - 金山一彦
「木村金融」を清算し、「料亭さざれ石」の店主に。いつまでも議員秘書を続ける隆道を疎ましく思っている。相変わらず若い女が好き。
木村 八重 - 比企理恵
隆道に嫁いだ千代に代わり女将を務めている。権蔵同様に隆道を疎み、嫌味を言い続ける。
キミ - 村崎真彩
料亭「さざれ石」の女中。

### 二宮家 (32話 - 39話)
二宮 隆道 - 加藤慶祐
千代の妊娠を伝える蒼太の手紙により帰国後、千代と結婚。かつて秘書を勤めた大山議員は死去し、現在は帝大の同級生・藤堂の議員秘書という地位に甘んじている。立候補資金も集められず、苛立ちから千代に暴力を振るうように。立候補資金のため蒼太に嘘の取引を持ち出したり、渋澤商会破綻を目論むかほるらと手を組み悪事を働くが警察に自首。服役後は千代の元に戻った。
二宮 千代 - 渋谷飛鳥
隆道と結婚し7年。思うようにいかない隆道に暴力を振るわれる日々を送っている。悩んだ末に娘・桃を残し家を出てしまう。
二宮 桃 - 遠藤璃菜
隆道と千代の娘。千代が家を出ると祖母・八重たちに育てられる。

### その他
大山議員 - 大出俊
かつて龍造寺家に仕えていた士族出身の国会議員、忠近とは旧知の間柄。龍造寺家に恩義を感じており、潔子には親切である。潔子と弥彦の婚礼の際は仲人を務めた。切腹して果てた盛道の遺言を潔子に届けた。原因と時期は不明だが23話の隆道の台詞より死去したことが判明。
藤堂議員 - 石川伸一郎
隆道の帝大時代の同級生。いち早く国会議員となり、隆道を秘書にしている。さざれ石の顧客。
かほる - 野村佑香
弥彦の幼馴染・夕の娘。母の不幸な生涯は弥彦が原因と思い込んでいる。母を亡くしてからは、静岡の有力者の妾をして暮らしていた。渋澤商会の前で行き倒れていたところを助けられ、潔子は渋澤家に残る事を許す。店の人間も甲斐甲斐しく働く姿に好意を持つが、実は渋澤商会を潰すため商売敵に情報を流していた。隆道と手を組み、店を乗っ取ろうと試みるが失敗し姿を消す。
夕 - 野村佑香(写真のみ)
弥彦の幼馴染、初恋の人。かほるの母。父(名前不明)は渋澤商会で働いていたが、渋澤商会倒産の危機となり、資産家の娘と弥彦の縁談が持ち上がると父は夕を連れ店を去った。その後結婚し、かほるを出産するが不幸な結婚生活のまま若くしてこの世を去った。

## スタッフ
- 制作 - 東海テレビ放送
- 脚本 - 小森名津
- 演出 - 伊藤寿浩、島崎敏樹（泉放送制作）、金子与志一（泉放送制作）
- 音楽 - 市川淳
- 主題歌 - Tommy heavenly6「Ruby Eyes」（ワーナーミュージックジャパン）
- エンディングテーマ - タオルズ「棘」（インペリアルレコード）
- 時代考証 - 天野隆子
- 広報 - 藤城大子（東海テレビ）、服部明宏（東海テレビ）
- 技術協力 - バスク
- 美術協力 - KHKアート、山崎美術
- 照明協力 - サンライズアート
- スタジオ - 東京メディアシティTMC-A1
- 企画 - 横田誠
- プロデュース - 松本圭右、小池唯一（泉放送制作）、河野博明（泉放送制作）
- 制作著作 - 泉放送制作

## 放送日程
| 放送日程（全39話） | 放送日程（全39話） | 放送日程（全39話） | 放送日程（全39話）             |
| 週                 | 各話               | 放送日             | サブタイトル                   |
| ------------------ | ------------------ | ------------------ | ------------------------------ |
| 第1週              | 第1話              | 09月02日           | 愛と誇り貫く究極の純愛         |
| 第1週              | 第2話              | 09月03日           | 愛の嵐の予感                   |
| 第1週              | 第3話              | 09月04日           | 届かない想い                   |
| 第1週              | 第4話              | 09月05日           | 迫りくる悪人                   |
| 第1週              | 第5話              | 09月06日           | 冷酷な仕打ち                   |
| 第2週              | 第6話              | 09月09日           | 守るべきもの                   |
| 第2週              | 第7話              | 09月10日           | いばらの道へ                   |
| 第2週              | 第8話              | 09月11日           | ふたりの約束                   |
| 第2週              | 第9話              | 09月12日           | 敵意の眼差し                   |
| 第2週              | 第10話             | 09月13日           | 生きてこそ誠                   |
| 第3週              | 第11話             | 09月16日           | 千代とイシ                     |
| 第3週              | 第12話             | 09月17日           | 決意                           |
| 第3週              | 第13話             | 09月18日           | 言えぬ本心                     |
| 第3週              | 第14話             | 09月19日           | 変わるものと、変わらぬもの     |
| 第3週              | 第15話             | 09月20日           | あふれ出る想い                 |
| 第4週              | 第16話             | 09月23日           | 愛と罪                         |
| 第4週              | 第17話             | 09月24日           | 狂乱                           |
| 第4週              | 第18話             | 09月25日           | 死に神                         |
| 第4週              | 第19話             | 09月26日           | 初夜                           |
| 第4週              | 第20話             | 09月27日           | 夫の嘘                         |
| 第5週              | 第21話             | 09月30日           | 切なくて悔しくて止まらぬ涙     |
| 第5週              | 第22話             | 10月01日           | 桐の小箱に隠された夫の秘密     |
| 第5週              | 第23話             | 10月02日           | ある日、訪れた守るべきもの     |
| 第5週              | 第24話             | 10月03日           | 胸に刻む母が遺した最期の言葉   |
| 第5週              | 第25話             | 10月04日           | 迫り来る危機!嫉妬に狂う鬼女    |
| 第6週              | 第26話             | 10月07日           | どんな言葉より温かい夫の愛情   |
| 第6週              | 第27話             | 10月08日           | 不安に打ち勝ち母になる覚悟     |
| 第6週              | 第28話             | 10月09日           | 命の恩人狂気の奥の悲しい事実   |
| 第6週              | 第29話             | 10月10日           | 積み重なる悲劇、その先には…    |
| 第6週              | 第30話             | 10月11日           | 離縁宣告夫の真意と会社の危機   |
| 第7週              | 第31話             | 10月15日           | 託した夢・死の商人最期の願い   |
| 第7週              | 第32話             | 10月16日           | 嵐の予感・謎の女の不幸な身の上 |
| 第7週              | 第33話             | 10月17日           | 憎悪の目・復讐を誓う女の本性   |
| 第7週              | 第34話             | 10月18日           | 傷痕の絆・恩を仇で返す冷たい罠 |
| 第8週              | 第35話             | 10月21日           | 災いを呼ぶ女!死神の嫁は死神    |
| 第8週              | 第36話             | 10月22日           | やさしい言葉!?あいつは何者?    |
| 第8週              | 第37話             | 10月23日           | 芽生えた嫉妬心…これが恋?       |
| 第8週              | 第38話             | 10月24日           | 隠せない譲れないこの愛だけは   |
| 第8週              | 最終話             | 10月25日           | 優しい接吻!二度と離さない      |

### 備考
放送中である連続ドラマの途中（2013年9月30日放送分の第21話以降）で、放送終了時刻が開始当初の13:58から14:00に変更・2分枠拡大となるが、後続番組『アゲるテレビ』終了に伴う措置である。なお、本編の放送時間は拡大しておらず、本編終了後のステブレが2分延びただけである。